# Vasilije Šijaković
Vasilije Šijaković (* 2. August 1929 in Nikšić; † 10. November 2003 in Belgrad) war ein jugoslawischer Fußballspieler.

## Biografie
Šijaković spielte zunächst beim FK Belgrad, für den er nach Ende des Zweiten Weltkrieges in der dritthöchsten Spielklasse Jugoslawiens antrat. 1951 holte ihn der FK Partizan Belgrad in die erste Liga, ein Jahr später kam er zum Stadtrivalen Roter Stern. Hier kam er nur unregelmäßig zum Einsatz, daher gab ihn der Klub 1954 an den OFK Belgrad ab. Hier war er Stammspieler und gewann 1955 mit dem Klub den Landespokal. Er avancierte 1957 zum Auswahlspieler in der jugoslawischen Nationalmannschaft. Obwohl er im Sommer 1958 mit seinem Klub in die Zweitklassigkeit abgestiegen war, gehörte er bei der Weltmeisterschaft 1958 zum Kader von Nationaltrainer Aleksandar Tirnanić und bestritt zwei Turnierspiele, unter anderem auch beim gegen Deutschland verlorenen Viertelfinalspiel. Auch als Zweitligaspieler gehörte er zur Landesauswahl, mit seinem Klub schaffte er 1959 den direkten Wiederaufstieg. Ironischerweise war im Sommer 1959 parallel seine Nationalmannschaftskarriere vorerst beendet.
1962 kehrte Šijaković als Pokalsieger mit OFK Belgrad in die Nationalmannschaft zurück und wurde ohne vorherigen Länderspieleinsatz in den Kader für die Weltmeisterschaft 1962 berufen. Beim Spiel gegen den späteren Finalisten Tschechoslowakei lief er drei Jahre nach seinem letzten Länderspiel wieder für Jugoslawien auf, die 1:3-Niederlage war jedoch sein einziger Turniereinsatz und damit auch das letzte seiner elf Länderspiele. Im Anschluss an das Turnier wechselte er nach Frankreich, beim FC Grenoble 1892 beendete er 1964 in der Division 1 seine Laufbahn.
Šijaković kehrte wieder nach Jugoslawien zurück, dort erwarb er 1965 seine Trainerlizenz und arbeitete vornehmlich im unterklassigen Ligabereich.